# Stephanie Hodge (1979)
Stephanie Hodge (Kansas City, 13 giugno 1979) è un'attrice e modella statunitense.
Recitò nella serie tv Jackass e nei film Jackass: The Movie e Jackass Number Two.
È apparsa nel 1999 in una puntata della serie televisiva Beautiful e nel 2000 in Le ragazze del Coyote Ugly. Nel 2001 fece una comparsa nel video musicale dei System of a Down Aerials. Attualmente vive a New York, lavorando come barista e modella.